# 栋达
栋达（法語：Dondas）是法国洛特-加龙省的一个市镇，属于阿让区（Agen）博维尔县（Beauville）。该市镇总面积14.37平方公里，2009年时的人口为202人。

## 人口
栋达人口变化图示